# “四个全面”战略布局
“四个全面”战略布局，简称“四个全面”，是中国共产党中央委员会总书记习近平2014年提出治党治国理论，“四个全面”是第五代领导集体的理论成果。四个全面和习近平其他一系列治黨治國理论构成习近平新时代中国特色社会主义思想。之前中共的重要理论包括前四代领导集体的毛泽东思想、邓小平理论、“三个代表”、“科学发展观”，这些理论和習近平新時代中國特色社會主義思想一同写入中国共产党党章，象征着他们在中共党史中的地位。

## 主要内容
“四个全面”战略布局，指的是：
- 全面建成小康社会 → 全面建设社会主义现代化国家
- 全面深化改革
- 全面推进依法治国
- 全面从严治党

## 发展历史
2014年11月，习近平在福建调研时，第一次将“全面建成小康社会”、“全面深化改革”、“全面推进依法治国”并列提出。12月，他在江苏调研考察时，又将这一提法改为“全面建成小康社会”、“全面深化改革”、“全面推进依法治国”、“全面从严治党”。
虽然被认为是以习近平为总书记的党中央提出的理论，但事实上，“四个全面”战略布局的每一个“全面”，早在邓小平理论中就已有完全相同或非常相似的表述。中共学者许耀桐认为，“四个全面”一方面是一种延续性，表明新一届党中央领导集体没有另起炉灶，否定过去；另一方面，“全面”并非轻描淡写，可有可无。“全面”就是要覆盖面更广，不可能留有死角、达不到的地方，而且加强力度深度广度。
2020年10月中共十九届五中全会上，四个全面中的“全面建成小康社会”，更改为“全面建设社会主义现代化国家”。

### 全面建成小康社会 → 全面建设社会主义现代化国家
“小康社会”的提法，最早可追溯至1979年12月6日，国务院副总理邓小平会见来访的日本首相大平正芳时提出的“中国现代化所要达到的是小康状态。”1997年，在中国共产党第十五次全国代表大会上，时任总书记江泽民的报告中出现“建设小康社会”的提法。到2002年，中国共产党第十六次全国代表大会上，这一提法改变为“全面建设小康社会”。
在2012年中国共产党第十八次全国代表大会，中共中央总书记胡锦涛的工作报告中首次出现“全面建成小康社会”的新提法。习近平总书记在党的十九大报告中指出，“从现在到二〇二〇年，是全面建成小康社会决胜期。”“小康”讲的是发展水平，“全面”讲的是发展的平衡性、协调性、可持续性。覆盖的领域要全面，覆盖的人口要全面，覆盖的区域也要全面。在庆祝中国共产党成立100周年大会上，习近平宣告，“我们实现了第一个百年奋斗目标，在中华大地上全面建成了小康社会”。
2020年召开的中国共产党第十九届五中全会上，提出了协调推进全面建设社会主义现代化国家、全面深化改革、全面依法治国、全面从严治党的战略布局。将从前的“全面建成小康社会”改为“全面建设社会主义现代化国家 ”，标志着中国进入到全面建设社会主义现代化国家的新发展阶段，开启第二个百年奋斗目标的新征程。

### 全面深化改革
1978年召开的中共十一届三中全会上，“对内改革、对外开放”被提出，即改革开放。
2012年召开的中共十八大上，时任总书记胡锦涛的报告中出现“全面深化改革开放”。而在2013年召开的中共十八届三中全会通过的《中共中央关于全面深化改革若干重大问题的决定》中，“全面深化改革开放”被简称为“全面深化改革”。
全面深化改革的总目标，是完善和发展中国特色社会主义制度、推进国家治理体系和治理能力现代化。

### 全面推进依法治国
1978年，中共中央副主席邓小平在中央工作会议上首次完整提出法治建设十六字方针“有法可依，有法必依，执法必严，违法必究”，他指出“必须使民主制度化、法律化，使这种制度和法律不因领导人的改变而改变，不因领导人的看法和注意力的改变而改变”，这被视为依法治国的开端。1997年，中国共产党第十五次全国代表大会的报告明确提出，实行依法治国，建设社会主义法治国家。“依法治国”从此被确立为党领导人民治理国家的基本方略。1999年，九届全国人大二次会议将“依法治国”写入宪法。
2012年中国共产党第十八次全国代表大会的报告，第一次出现了“全面推进依法治国”的提法。2014年中共十八届四中全会通过《中共中央关于全面推进依法治国若干重大问题的决定》，明确“全面推进依法治国”的目标和任务。
全面推进依法治国，总目标是建设中国特色社会主义法治体系，建设社会主义法治国家。全会明确全面推进依法治国的重大任务：完善以宪法为核心的中国特色社会主义法律体系，加强宪法实施；深入推进依法行政，加快建设法治政府；保证公正司法，提高司法公信力；增强全民法治观念，推进法治社会建设；加强法治工作队伍建设；加强和改进党对全面推进依法治国的领导。

### 全面从严治党
1956年时邓小平就已经指出，要“从国家制度和党的制度上作出适当的规定，以便对于党的组织和党员实行严格的监督”。而自十一届三中全会以来，“党要管党,从严治党”便成为加强党的建设的基本方针和具体实践。1987年，中共十三大正式提出把“从严治党”作为新时期加强党的建设的基本方针，1992年中共十四大把“坚持从严治党”修订入党章。
“全面从严治党”战略，通常被认为是在2013年“党的群众路线教育实践活动总结大会”上成形的。
全面从严治党重点在这几个方面：抓作风；抓反腐；抓补钙；抓干部；抓制度。

## 外部連結
- 央視官方頻道-挑戰不可能的脫貧攻堅 （页面存档备份，存于）
- 央視官方頻道-重大貧困區免費建房計畫 （页面存档备份，存于）
- 央視官方頻道-貴州脫貧之戰紀實 （页面存档备份，存于）
- 新聞調查 - 貧困縣摘帽之困 （页面存档备份，存于）
- 央視官方頻道-財政審計制度改革（页面存档备份，存于）
- 新華社-法院陪審員制度改革（页面存档备份，存于）
- 共產黨新聞網-《中国共产党廉洁自律准则》和《中国共产党纪律处分条例》大修釋疑（页面存档备份，存于）